# Erpetogomphus ophibolus
Erpetogomphus ophibolus – gatunek ważki z rodziny gadziogłówkowatych (Gomphidae). Występuje na terenie Ameryki Środkowej.